# Андросенко, Татьяна Филипповна
Татья́на Фили́пповна Андросе́нко (2 апреля 1946, Улан-Батор, Монголия — 29 марта 2021) — российский издатель, главный редактор детского журнала «Мурзилка» (1985—2021).
Заслуженный работник культуры Российской Федерации (2009); Почётный работник общего образования РФ; член Союза писателей России; член Союза журналистов Москвы; лауреат премии им. А. П. Чехова; член совета по детской и юношеской литературе Международного сообщества писательских союзов; член Правления ОБФ «Российский детский фонд»; Кавалер Ордена Почёта (1999).

## Биография
Окончила факультет русского языка и литературы Сумского государственного педагогического института им. А. С. Макаренко  в 1971 году и АОН при ЦК КПСС в Москве в 1983 году.
Работала учителем в школе, в аппаратах Сумского обкома ЛКСМ Украины, ЦК ВЛКСМ. В 1984—1985 гг. на время подготовки и проведения XII Всемирного фестиваля молодёжи и студентов в Москве возглавляла детскую программу Советского подготовительного комитета фестиваля.

Татьяна Андросенко, главный редактор журнала «Мурзилка»

С 1978 года являлась членом редколлегии журнала «Мурзилка», влияла на определение его содержания. На протяжении 10 лет была автором Программы воспитательной работы с младшими школьниками, по которой работали учителя начальной школы и внешкольных учреждений СССР. В 1985 году назначена главным редактором журнала «Мурзилка», в 1993 году в связи с преобразованием редакции утверждена директором — главным редактором ТОО «Редакция журнала „Мурзилка“», в 1996 году — генеральным директором — главным редактором ЗАО «Редакция журнала „Мурзилка“».
Андросенко являлась значимой и уважаемой личностью в детской периодике. Она пользовалась заслуженным авторитетом как руководитель журнала в коллективе, среди писателей и художников, главных редакторов других изданий. Благодаря её труду, коллектив редакции в начале 90-х годов XX века сумел сохранить журнал, не растерять его подписчиков и стать современным журналом для детей XXI века.
Она постоянно находилась в поиске новых современных тем, новых форм подачи материалов и новых авторов. Под её руководством разрабатывались долгосрочные программы публикаций, рубрики, целевые номера, содержание которых интересно не только детям, но и тем, кто работает с детьми — учителям, воспитателям детских садов, библиотекарям, родителям.
Большое внимание уделяла становлению молодых писателей и художников, вела при журнале семинар молодых талантов.
Андросенко сочетала свой творческий труд с общественной деятельностью. Выступала со статьями о проблемах детской литературы и воспитания подрастающего поколения в центральных и региональных средствах массовой информации: «Учительской газете», «Книжном обозрении», «Литературной газете», «Российской газете», журналах «Библиотека», «Семья и школа», «Новый мир», «Начальная школа» и др., участвовала в конференциях и дискуссиях, в передачах на радио и телевидении.
Благодаря её усилиям, многообразие современных форм популяризации детской литературы и изобразительного искусства в России и на международной арене дополнили такие важные виды деятельности, как участие в российских и международных выставках и форумах, создание современного познавательно-развлекательного web-портала «Мурзилка», специального приложения «Мурзилка» для планшетных компьютеров и мобильных телефонов, оцифровка архива журнала «Мурзилка» (с первых номеров 1924 года).
Скончалась 29 марта 2021 года после продолжительной болезни.

## Книги
- «Архив „Мурзилки“. История страны глазами детского журнала»; «ТриМаг», редакция журнала «Мурзилка»; 2014 (составитель).
- «Художники „Мурзилки“. 1924—2013»; редакция журнала «Мурзилка», «ТриМаг», благотворительный фонд «Искусство, наука и спорт»; 2013 (составитель).
- «Лучшее — детям! Читаем с Мурзилкой»; редакция журнала «Мурзилка», «Оникс»; 2009 (составитель).
- «Мурзилке» — 80: Страницы истории"; редакция журнала «Мурзилка», издательство РГБ «Пашков дом»; 2005 (автор).
- «Мурзилка и его друзья… Рассказы, сказки, стихотворения, кроссворды, комиксы»; редакция журнала «Мурзилка», «Дрофа-Плюс» (составитель).
- «Путешествие с Мурзилкой»; Редакция журнала «Мурзилка», АО «Векта»; 1994 (составитель).